# 서울경동초등학교
서울경동초등학교는 대한민국 서울특별시 성동구 성수동1가에 있는 공립 초등학교로, 이 학교는 일제강점기 시대 초기였던 1913년 10월 1일에 경기고양독도보통학교로 첫 개교되었다.

## 학교 연혁
- 1913년 10월 1일 고양군 독도공립보통학교 개교
- 1938년 3월 31일 경동공립심상소학교로 개칭[1]
- 1941년 4월 1일 경동공립국민학교로 개칭[2]
- 1949년 8월 14일 서울시로 편입(서울경동국민학교)[3][4]
- 1972년 2월 28일 성수국민학교(28학급) 분리
- 1982년 2월 20일 경수국민학교(1546명) 분리
- 1990년 12월 31일 경일국민학교(925명) 분리
- 1996년 3월 1일 현재 교명으로 개칭[5]
- 2012년 4월 13일 경동오케스트라 창단
- 2013년 2월 15일 제100회 227명 졸업 (졸업생 누계: 35,798명)
- 2013년 10월 1일 개교 100주년 기념식, 기념비 제막, 역사관 건립
- 2013년 11월 7일 제2회 경동오케스트라 정기 연주회
- 2014년 2월 14일 제101회 192명 졸업(졸업생 누계: 35,990명)
- 2014년 11월 14일 제3회 경동오케스트라 정기 연주회
- 2015년 2월 13일 제102회 203명 졸업 (졸업생 누계: 36,193명)
- 2015년 11월 11일 제4회 경동오케스트라 정기 연주회
- 2016년 2월 19일 제103회 174명 졸업 (졸업생 누계: 36,367명)
- 2016년 3월 14일 경동갤러리 개관
- 2016년 11월 18일 제5회 경동오케스트라 정기연주회(소월아트홀)
- 2017년 2월 17일 제104회 188명 졸업(졸업생 누계 36,555명)
- 2017년 3월 20일 역사관 이동 정비(본관에서 후관 3, 4층 양치시설 앞으로 이동)
- 2017년 3월 30일 진로활동실 및 상담실 오픈( 본관 5층)
- 2017년 5월 19일 제5회 별밤 독서캠프(50가족 참여)
- 2017년 5월 31일 제3경 벽화작업
- 2017년 6월 5일 경동둘레길 조성(경동 8경)
- 2017년 6월 14일 4층 음악실 악기장 설치 및 재정비
- 2017년 10월 17일“# KDMA SHOW 케이스 예상하다.” 전시회(성수역 페이퍼크라운.17~20)
- 2017년 11월 2일 제3경 벽화작업 (AIF 컴퍼니와 함께하는 지역사회 학교 벽화 봉사활동)
- 2017년 11월 10일 제6회 경동오케스트라 정기연주회 (소월아트홀)
- 2017년 11월 20일 3층 이동역사관 벽화 및 기록 사진 액자 정비 작업(총동문회 기여)
- 2018년 2월 9일 제105회 177명 졸업 (졸업생 누계 36,370명)
- 2018년 4월 3일 경동 역사박물관 개관(본관 3층, 4층)
- 2018년 4월 4일 제19대 문재인 대통령 학교 방문[6][7](온종일 돌봄 정책 간담회)[8][9]
- 2018년 5월 25일 등굣길 작은 음악회(경동오케스트라)
- 2018년 6월 22일 제6회 별밤 독서캠프(39가족 참여)
- 2018년 10월 1일 개교 105주년 기념식 거행
- 2018년 11월 21일 서울시 초록미래학교 제1호 선정(경동 에코프로그램)
- 2019년 2월 14일 제106회 졸업식 거행(130명, 졸업생 누계 : 36,862명)
- 2019년 3월 21일 맘카페 개관식
- 2019년 5월 17일 등굣길 작은 음악회(경동오케스트라)
- 2019년 6월 21일 제7회 별밤 독서캠프(40가족 참여)
- 2019년 10월 1일 개교 106주년 기념식 거행
- 2019년 10월 8일 등굣길 작은 음악회(경동오케스트라)
- 2019년 11월 25일 제8회 경동오케스트라 정기 공연(소월아트홀)
- 2020년 2월 12일 제107회 졸업식(177명, 졸업생 누계: 37039명)
- 2020년 3월 1일 제23대 이중렬 교장 부임
- 2020년 8월 12일 정문 차단기 설치
- 2021년 2월 10일 제108회 졸업식 거행(159명, 졸업생 누계 : 37,872명)
- 2021년 2월 19일 보건실 위치 이전 및 재구조화, 교무실 확장 공사

## 학교 상징
- 우리 학교 꽃 - 개나리 : 빠르게 피어나는 봄소식(희망, 용기, 모범), 한꺼번에 꽃이 활짝 핌(협동, 일체감), 소박하고 번식력이 강함(끈기, 적응)
- 우리 학교 나무 - 향나무 : 늘 푸르고 싱싱함(의지), 끈질긴 생명력(성실, 장수)

## 참고 자료
- 서울경동초등학교 - 한국교육학술정보원 학교알리미